# Лизиране
Лизиране (на гръцки: λύσις) е процесът на разрушаване на клетките често чрез вирусни, ензимни или осмотични механизми, които нарушават тяхната цялост. Течност съдържаща лизирани клетки се нарича „лизат“.
Много видове бактерии са обект на лизиране от ензима лизозим, който може да бъде намерен в човешката слюнка, яйчения белтък и други секрети.
Фаголитични ензими (лизини), произвеждани при инфекция от бактериофаги, са отговорни за възможността на тези вируси да лизират инфектираните бактериални клетки. Пеницилинът и бета-лактамни антибиотици причиняват смърт на бактериите чрез ензимно лизиране, което се случва след като лекарството подтиква бактерията да формира дефектна клетъчна стена.